# TMF Awards 2007 (Nederland)
De Nederlandse TMF Awards 2007 werden uitgereikt op zaterdag 27 oktober in de Heineken Music Hall in Amsterdam. Het evenement vond voor de tweede keer in de HMH plaats. Het thema van deze editie was "Thank God For Music" dat te maken heeft met de muziekgod "Pan" en de "Stairway to heaven". TMF zond de show live uit en herhaalde het de hele avond door.

## Tickets
Tickets voor de TMF Awards waren dit jaar niet te koop, maar alleen te winnen. Men moest een l'Oréal product bij een Kruidvatfiliaal aanschaffen en kreeg daarbij een CD genaamd TMF Hits. Aan de binnenzijde van de CD staat een code die men moet invoeren op de website van de TMF Awards, daarnaast moet men een reden opgeven waarom men daar aanwezig wil zijn en maakte men eenmalig kans op twee tickets.

### Tracklist
1. VanVelzen - "Deep"
2. DI-RECT – "Johnny"
3. Tiësto – "In the Dark"
4. Ilse DeLange – "The Great Escape"
5. BLØF – "Aanzoek zonder ringen"
6. Fedde le Grand – "Put Your Hands Up 4 Detroit"
7. Postman ft. Anouk – "Downhill"
8. The Partysquad – "Ben je down (TMF Awards Anthem)"

## Presentatie
De presentatie van de 11e editie van de TMF Awards ligt in de handen van VJs:
- Miljuschka Witzenhausen
- Nikkie Plessen
- Saar Koningsberger
- Damien Hope
- Valerio Zeno

## Winnaars
| Categorie             | Winnaar                                  | Overige genomineerden                                                                                    |
| --------------------- | ---------------------------------------- | --- |
| Beste Live Act        | Within Temptation                        | BLØF, Ilse DeLange, Opgezwolle                                                                           |
| Beste Video           | Within Temptation met What Have You Done | DI-RECT met A Good Thing, Don Diablo Pain Is Temporary, Pride Is Forever, Krezip Plug it in & Turn Me On |
| Beste Album           | VanVelzen met Unwind                     | Krezip met Plug it in, Tiësto met Elements Of Life, Within Temptation met The Heart of Everything        |
| TMF Borsato Award     | Nick & Simon                             | Dennis, Stevie Ann, VanVelzen                                                                            |
| TMF Kweekvijver Award | The Girls                                | Good Things End, Jeremy’s, La Melodia, 01                                                                |
| TMF Pure Award        | Partysquad                               | Fouradi, The Opposites, Yes-R                                                                            |
| TMF Party Award       | Jeckyll & Hyde                           | Fedde le Grand, Mason vs. Princess Superstar, Tiësto                                                     |
| TMF Rockt Award       | DI-RECT                                  | Delain, Heideroosjes, Within Temptation                                                                  |
| TMF NL Award          | Jan Smit                                 | BLØF, I.O.S., Jim                                                                                        |
| TMF Radio Hit Award   | Partysquad ft. Brainpower met Non Stop   | Jeckyll & Hyde met Freefall, Krezip met Plug It In & Turn Me On, Tiësto met In The Dark                  |

### Beste Internationale Video
- Enrique Iglesias – "Do You Know? (The Ping Pong Song)"
  - Rihanna – Umbrella
  - Kaiser Chiefs – Ruby
  - Tokio Hotel - Monsoon

## Line-up

### Nationaal
- Krezip
- DI-RECT
- Opposites ft. Dio & Willie Wartaal
- Within Tempation
- Winnaar “Zing Jezelf Een TMF Award”
- Winnaar "TMF Borsato Award"

### Internationaal
- Kaiser Chiefs
- Daughtry
- Sugababes
- Enrique Iglesias